# WNBA All-Star Game 2000
Match précédent Match suivant
Le WNBA All-Star Game 2000 est joué le 17 juillet 2000 dans l’America West Arena de Phoenix. Ce match est le 2e All-Star Game annuel. Phoenix accueille cet évènement pour la première fois de son histoire.
Les joueuses de la Conférence Ouest battent les joueuses de la Conférence Est 73 à 61. Tina Thompson est élue MVP de la rencontre. Lisa Leslie est la meilleure marqueuse du match avec 16 points.

## Joueuses
| Pos.        | Joueuse             | Équipe                | Participation |
| Titulaires  | Titulaires          | Titulaires            | Titulaires    |
| ----------- | ------------------- | --------------------- | ------------- |
| PG          | Teresa Weatherspoon | Liberty de New York   | 2e            |
| PG          | Nikki McCray        | Mystics de Washington | 2e            |
| SF          | Chamique Holdsclaw  | Mystics de Washington | 2e            |
| PF          | Sue Wicks           | Liberty de New York   | 1re           |
| C           | Taj McWilliams      | Miracle d'Orlando     | 2e            |
| Remplaçants |                     |                       |               |
| PG          | Shannon Johnson     | Miracle d'Orlando     | 2e            |
| PG          | Merlakia Jones      | Rockers de Cleveland  | 1re           |
| SF          | Nykesha Sales       | Miracle d'Orlando     | 2e            |
| SF          | Andrea Stinson      | Sting de Charlotte    | 1re           |
| SF          | Wendy Palmer        | Shock de Détroit      | 1re           |
| C           | Tari Phillips       | Liberty de New York   | 1re           |
| Entraîneur  |                     |                       |               |
|             | Van Chancellor      | Comets de Houston     |               |

| Pos.        | Joueuse          | Équipe                 | Participation |
| Titulaires  | Titulaires       | Titulaires             | Titulaires    |
| ----------- | ---------------- | ---------------------- | ------------- |
| PG          | Ticha Penicheiro | Monarchs de Sacramento | 2e            |
| SG          | Cynthia Cooper*  | Comets de Houston      | 2e            |
| SF          | Sheryl Swoopes   | Comets de Houston      | 2e            |
| PF          | Tina Thompson    | Comets de Houston      | 2e            |
| C           | Lisa Leslie      | Sparks de Los Angeles  | 2e            |
| Remplaçants |                  |                        |               |
| PG          | Betty Lennox     | Lynx du Minnesota      | 1re           |
| SG          | Mwadi Mabika     | Sparks de Los Angeles  | 1re           |
| SF          | DeLisha Milton   | Sparks de Los Angeles  | 1re           |
| SF          | Brandy Reed      | Mercury de Phoenix     | 1re           |
| PF          | Katie Smith*     | Lynx du Minnesota      | 1re           |
| PF          | Natalie Williams | Starzz de l'Utah       | 2e            |
| C           | Yolanda Griffith | Monarchs de Sacramento | 2e            |
| Entraîneur  |                  |                        |               |
|             | Richie Adubato   | Liberty de New York    |               |

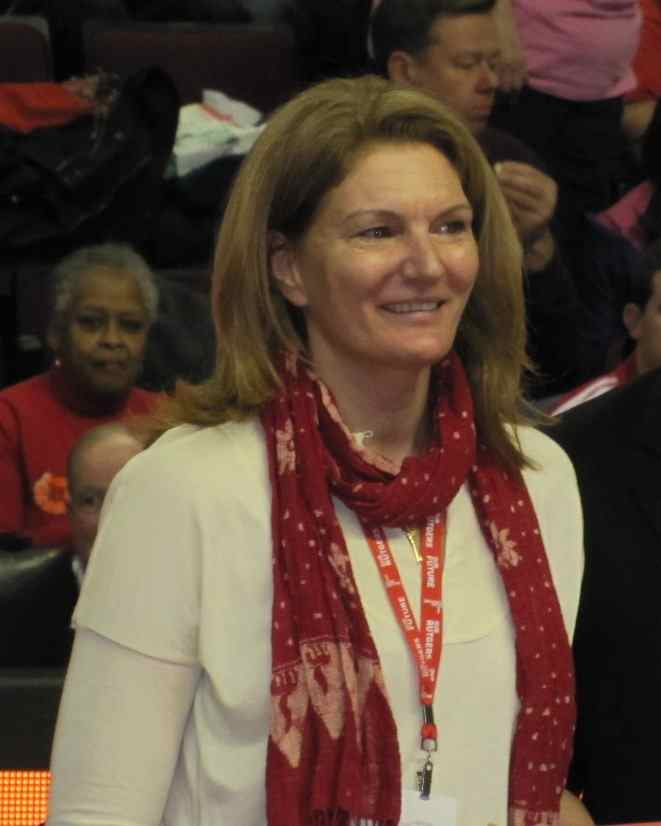
Sue Wicks (ici en 2013).

* Cynthia Cooper est forfait sur blessure. Katie Smith a été appelée pour la remplacer.
Van Chancellor (Comets de Houston) dirige la sélection de l’Ouest et Richie Adubato (Liberty de New York) dirige la sélection de l’Est.
| 17 juillet | Box score | Conférence Est 61, Conférence Ouest 73                               | Conférence Est 61, Conférence Ouest 73 | Conférence Est 61, Conférence Ouest 73             |  | America West Arena, Phoenix Affluence : 17,717 Arbitres : - Barb Smith - Lisa Mattingly - Bill Stokes | NBC |
| 17 juillet | Box score | Phillips, McWilliams 10 Phillips, McWilliams 9 Teresa Weatherspoon 3 | Points Rebonds Passes d.               | Lisa Leslie 16 Tina Thompson 11 Ticha Penicheiro 4 |  | America West Arena, Phoenix Affluence : 17,717 Arbitres : - Barb Smith - Lisa Mattingly - Bill Stokes | NBC |